# Gothminister
Gothminister je norveška glasbena skupina, ustanovljena leta 1999. Skupina izvaja gothic metal, znana pa je tudi po svojih temačnih besedilih in podobah.
Do danes so izdali že tri albume, poželi so pa velike uspehe na svojih koncertih v rodni Norveški, Švedski, Finski, Danski, Združenem kraljestvu, Španiji, Italiji, Avstriji, Severni Ameriki in še posebno v Nemčiji, kjer so sodelovali na mnogih velikih nemških glasbenih festivalih, kot so npr. Wave-Gotik-Treffen (WGT), Dark Storm Festival in M'era Luna Festival. Na Schattenreich Festival so nastopali s skupinami, kot so Oomph!, In Extremo in Within Temptation, kjer se je zbralo okoli 10.000 ljudi.
Njihov singl Angel iz albuma Gothic Electronic Anthems je prišel med najboljših 10 pesmi na Nemški alternativni lestvici.

## Kratka biografija in člani zasedbe
Skupino Gothminister je leta 1999 ustanovil Bjorn Alexander Brem (»Gothminister«), kateri se je leta 2000 pridružil klaviaturist Tom Kaldstad, kitarist Bjørn Aadland ter Sandra Nathalie Jensen, ki ustvarja in skrbi za umetniška oblikovanja skupine. Leta 2003 je skupina izdala svoj prvi album, Gothic Electronic Anthems (skandinavska izdaja) in istega leta, meseca novembra, je pridobila dva nova člana, klaviaturista Andy Moxnesa in bobnarja Christian Svedsena. Leta 2005 se je pridružil še kitarist Glenn Nilsen, Andy Moxnes pa je skupino zapustil.
Člani:
- Bjorn Alexander Brem - »Gothminister« (vokal)
- Tom Kaldstad - »Halfface« (klaviature)
- Bjørn Aadland - »Machine« (električna kitara)
- Sandra Nathalie Jensen - »Dementia Narcissus« (umetniška oblikovalka)
- Christian Svedsen - »Chris Dead« (bobni)
- Glenn Nilsen - »Icarus« (električna kitara)

Bivši člani:
- Andy Moxnes - »Android« (klaviature)

## Diskografija

### Albumi
- Gothic Electronic Anthems (Tatra/Soulfood; skandinavska izdaja, 2003)
- Gothic Electronic Anthems (Drakkar/BMG, evropska izdaja, 2004)
- Empire of Dark Salvation (Tatra Records/Tuba; 2005)
- Anima Inferna (2011)

### Singli
- Angel (MCD; 2002)
- Devil (MCD; 2002)
- The Holy One (2003)
- Dark Salvation EP (2005)
- Swallowed by the Earth (2005)
- Dusk till Dawn (2008)
- Freak (2009)
- Liar (2011)